# Phobosdurchgang vom Mars

Phobosdurchgang vom Mars aufgenommen vom Mars Rover Perseverance am 2. April 2022 (Animation dauert 40 Sekunden)

Phobosdurchgang vom Mars aufgenommen vom Mars Rover Opportunity am 10. März 2004

Ein Durchgang des Marsmondes Phobos vor der Sonne, von Mars aus gesehen, findet statt, wenn Phobos direkt zwischen der Sonne und einem Punkt auf der Oberfläche des Mars vorbeizieht. Hierbei wird für einen Beobachter am Mars ein großer Teil der Sonnenscheibe verdeckt, weil Phobos eine sehr niedrige Umlaufbahn hat. Während solcher Durchgänge erschien Phobos einem Beobachter als unregelmäßig geformter schwarzer Fleck, der über die Sonnenscheibe zieht; wegen der kurzen Umlaufperiode von 7,6 Stunden dauert dies nur etwa 30 Sekunden.

## Partielle Finsternis
Das Ereignis kann als eine partielle Finsternis der Sonne durch Phobos aufgefasst werden. Vom näheren Weltraum aus kann der Halbschatten von Phobos beobachtet werden, der schnell über die Marsoberfläche wandert. Marssonden konnten diesen Schatten bei vielen Gelegenheiten fotografieren.

## Durchgänge von Phobos
Weil die Umlaufbahn des Phobos nur wenig von der Äquatorebene des Mars abweicht, diese aber um 25,2° (ähnlich wie bei der Erde) gegen die Bahnebene des Planeten geneigt ist, wird der Schatten von Phobos im Laufe eines Jahres auf verschiedene Gebiete des Mars projiziert. Für jede gegebene areografische Breite auf der Oberfläche des Mars zwischen 70,4°N und 70,4°S gibt es zwei Zeitpunkte im Marsjahr, zu denen der Schatten von Phobos den zugehörigen Breitenkreis überschreitet. Während dieser Zeit findet ein halbes Dutzend Durchgänge von Phobos in dieser Breitenzone statt. Auf die Nord- bzw. Südhemisphäre fällt der Mondschatten in ihrem jeweiligen „Winterhalbjahr“, während der Tagundnachtgleichen im Frühling und Herbst kreuzt er den Äquator. So ereignen sich die Durchgänge von Phobos in der Nordhemisphäre ungefähr symmetrisch um die Wintersonnenwende.
In den Äquatorgebieten finden die Transite um die Tagundnachtgleichen im Frühling und Herbst statt, weit vom Äquator entfernt hingegen näher an der Wintersonnenwende. Auf der Oberfläche des Mars generell gibt es an den meisten Tagen des Marsjahres Durchgänge von Phobos. Jedoch verfehlt an einigen Tagen im Marsjahr der Schatten von Phobos die Marsoberfläche im Norden oder Süden. Weil er Mars so nah umkreist, kann Phobos nicht nördlich von 70,4°N oder südlich von 70,4°S gesehen werden. Dabei sehen Beobachter in hohen Breiten einen merklich kleineren Phobos, weil er von ihnen weiter weg ist als vom Äquator. Infolgedessen bedecken Durchgänge von Phobos für solche Beobachter die Sonnenscheibe zu einem geringeren Ausmaß.